# Alliance européenne des agences de presse
Pour les articles homonymes, voir EANA.
L'Alliance européenne des agences de presse (en anglais European Alliance of News Agencies, EANA) est une fédération d'agences de presse basées en Europe.
Fondée en 1956, sous le nom de European Alliance of Press Agencies, elle a adopté son nom actuel lors de son assemblée générale du 11 juin 2002 à Cracovie (Pologne). L'Alliance, dont les statuts actuels sont déposés en Suisse, est une association à but non lucratif, visant à assurer la coopération entre les agences adhérentes.
Depuis l'assemblée générale de septembre 2006, l'alliance est présidée, pour deux ans, par Wolfgang Vyslozil, directeur exécutif de l'Agence de presse Austria.
Elle regroupe, en mai 2007, 30 agences :
| Sigle     | Nom français                                | Nom originel                                                                           | Web | Langues                       | Siège      | Pays        |
| --------- | ------------------------------------------- | -------------------------------------------------------------------------------------- | --- | ----------------------------- | ---------- | ----------- |
| AA        | Agence Anadolu                              | Anadolu Ajansı                                                                         | web | (tr + en + fr)                | Ankara     | Turquie     |
| AFP       | Agence France-Presse                        |                                                                                        | web | (fr + en + de + es + pt + ar) | Paris      | France      |
| ANA       | Athens News Agency (nom international)      | Αθηναϊκό Πρακτορείο Ειδήσεων                                                           | web | (el + en + fr + ru)           | Athènes    | Grèce       |
| ATA       | Agence télégraphique albanaise              | Albanian Telegraphic Agency, Agjencia Telegrafike Shqiptare                            | web | (sq + fr + en)                | Tirana     | Albanie     |
| ANP       |                                             | Algemeen Nederlands Persbureau                                                         | web | (nl)                          | La Haye    | Pays-Bas    |
| ANSA      |                                             | Agenzia Nazionale Stampa Associata                                                     | web | (it + en)                     | Rome       | Italie      |
| APA       | Agence de presse Austria                    | Austria Presse Agentur                                                                 | web | (de + en)                     | Vienne     | Autriche    |
| ATS/DSA   | Agence télégraphique suisse                 | Schweizerische Depeschenagentur                                                        | web | (de + fr + it)                |            | Suisse      |
| BELGA     | Agence télégraphique belge de presse        |                                                                                        | web | (fr + nl + en)                | Bruxelles  | Belgique    |
| BNS       | Baltic News Service (nom international)     |                                                                                        | web | (en + ekk)                    | Tallinn    | Estonie     |
| BTA       | Agence télégraphique bulgare                | Българска телеграфна агенция                                                           | web | (bg + en)                     | Sofia      | Bulgarie    |
| CNA       | Agence de presse de Chypre                  | Κυπριακό Πρακτορείο Ειδήσεων (ΚΥΠΕ) Kıbrıs Haber Ajansı (KHA) Cyprus News Agency (CNA) | web | (el + tr + en)                | Nicosie    | Chypre      |
| CTK       | Agence de presse tchèque                    | Česká tisková kancelář, appelée aussi Ceteka                                           | web | (cs + en)                     | Prague     | Tchéquie    |
| dpa       |                                             | Deutsche Presse-Agentur                                                                | web | (de + en + es + ar)           | Hambourg   | Allemagne   |
| EFE       | Agence EFE                                  | Agencia EFE S.A.                                                                       | web | (es + en + pt + ca)           | Madrid     | Espagne     |
| HINA      | Agence croate d'information et de nouvelles | Hrvatska Izvjestajna Novinska Agencija - Croatian News Agency                          | web | (hr + en)                     | Zagreb     | Croatie     |
| ITAR-TASS | Tass                                        |                                                                                        | web | (ru + en)                     | Moscou     | Russie      |
| LUSA      | Lusa                                        | Lusa: Agência de Noticias de Portugal                                                  | web | (pt)                          | Lisbonne   | Portugal    |
| (MTI)     | Agence de presse hongroise                  | Magyar Távirati Iroda                                                                  | web | (hu + en)                     | Budapest   | Hongrie     |
| NTB       | Agence de presse norvégienne                | Norsk Telegrambyra As                                                                  | web | (no)                          | Oslo       | Norvège     |
| PA        | Press Association                           |                                                                                        | web | (en)                          | Londres    | Royaume-Uni |
| PAP       | Agence de presse polonaise                  | Polska Agencja Prasowa                                                                 | web | (pl)                          | Varsovie   | Pologne     |
| RITZAU    | Agence Ritzau                               | Ritzaus Bureau I/S                                                                     | web | (da)                          | Copenhague | Danemark    |
| ROMPRES   | Agence nationale de presse Rompres          | Agenţia Naţională de Presă Rompres                                                     | web | (ro + en + fr)                | Bucarest   | Roumanie    |
| STA       | Agence de presse slovène                    | Slovenska Tiskovna Agencija                                                            | web | (sl + en)                     | Ljubljana  | Slovénie    |
| STT/FNB   |                                             | Suomen Tietotoimisto Finska Notisbyran AB                                              | web | (fi + sv + en)                | Helsinki   | Finlande    |
| TANJUG    | Tanjug                                      | ex-Telegrafska agencija nove Jugoslavije                                               | web | (sr + en)                     | Belgrade   | Serbie      |
| TASR      | Agence de presse de la République slovaque  | Tlačová agentúra Slovenskej republiky                                                  | web | (sk + en)                     | Bratislava | Slovaquie   |
| TT        |                                             | Tidningarnas Telegrambyrå                                                              | web | (sv)                          | Stockholm  | Suède       |
| UKRINFORM | Agence nationale de presse d'Ukraine        | Українське національне інформаційне агентство                                          | web | (uk + ru + en)                | Kiev       | Ukraine     |